# Relations entre le Bangladesh et le Vénézuela
Les relations entre le Bangladesh et le Venezuela sont les relations bilatérales de la république populaire du Bangladesh et la république bolivarienne du Venezuela.

## Visites d'État
En 2001, le président Hugo Rafael Chavez est devenu le premier chef d'État vénézuélien à effectuer une visite officielle à Dacca, la capitale du Bangladesh,.
Mohammad Yunus, prix Nobel de la paix en 2006, qui a promu le système de microcrédit en 1976 dans son pays, le Bangladesh, et créé peu après la Grameen Bank (Banque des pauvres), et deux autres spécialistes du Bangladesh se sont rendus au Venezuela en octobre 2001, pour donner leur avis sur les expériences naissantes de microcrédit promues par le gouvernement d'Hugo Chávez.

## Coopération dans les forums internationaux
Le Bangladesh et le Venezuela se soutiennent mutuellement dans divers forums mondiaux. En 2006, le Venezuela a sollicité le soutien du Bangladesh pour sa candidature à l'élection du Conseil de sécurité des Nations unies pour un siège non permanent. En retour, le Bangladesh a promis d'accorder l'attention nécessaire à cette demande. En 2014, le Venezuela a assuré qu'il soutiendrait la candidature du Bangladesh à la Convention sur l'élimination de toutes les formes de discrimination à l'égard des femmes.

## Coopération dans le domaine social
Inspiré par les succès du Bangladesh dans les secteurs de l'éducation primaire, de l'autonomisation des femmes et de la santé infantile et maternelle, le Venezuela a reproduit de nombreux programmes sociaux du Bangladesh pour améliorer ses indicateurs sociaux. Le gouvernement du Venezuela a également adopté les programmes de microcrédit de la Grameen Bank, basée au Bangladesh, pour aider à éradiquer la pauvreté.

## Coopération économique
Les deux pays ont exprimé leur intérêt pour le renforcement des liens économiques bilatéraux. La nécessité d'un échange de délégations commerciales entre les deux pays a été soulignée afin d'explorer les domaines potentiels de commerce et d'investissement bilatéraux. Le secteur de l'énergie a été identifié comme un domaine potentiel pour une coopération économique étendue entre le Bangladesh et le Venezuela. Le Bangladesh a également cherché à obtenir des investissements directs de la part d'entreprises vénézuéliennes.